# حمدي ضد رامسفيلد

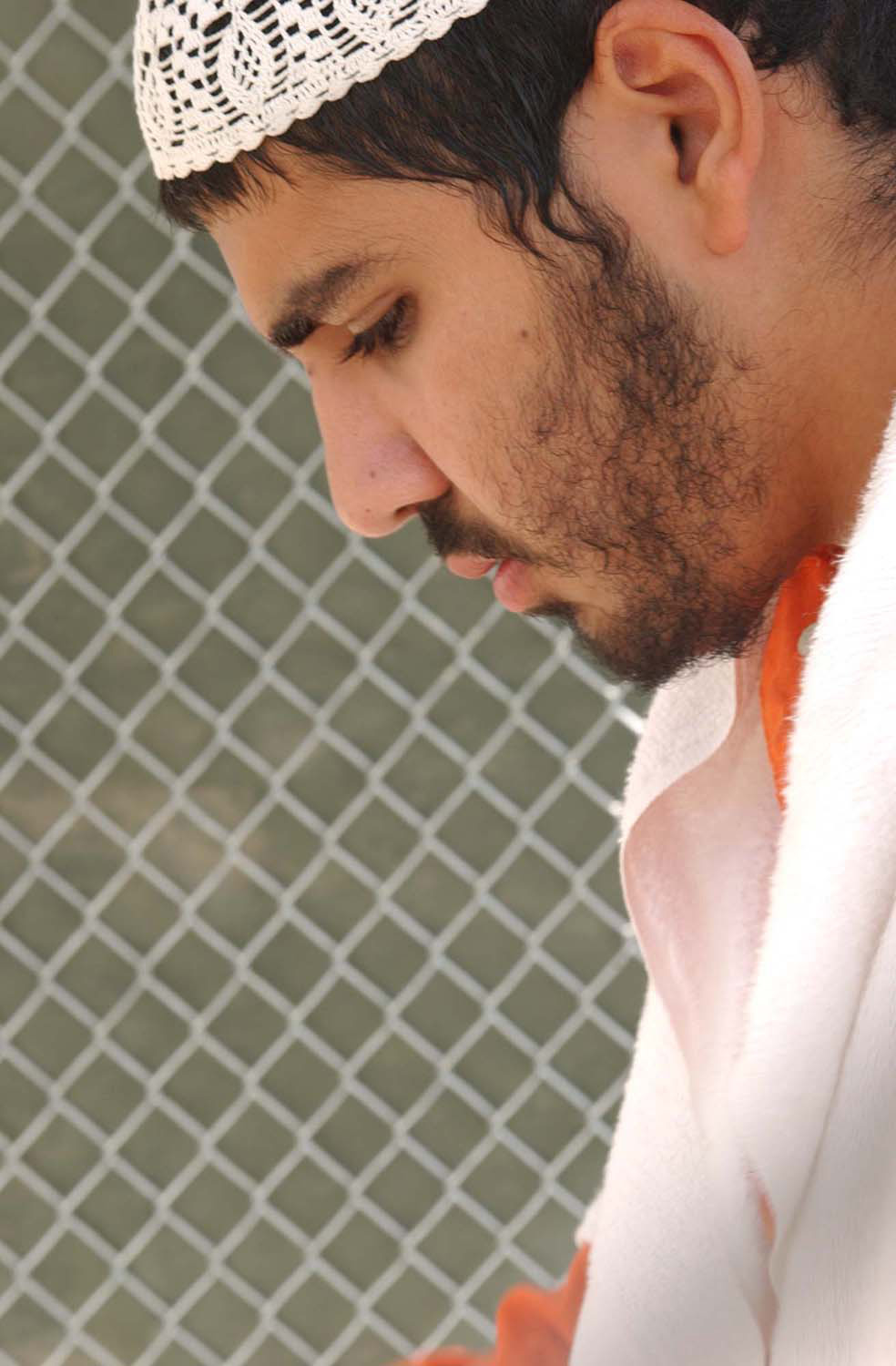
حمدي في معتقل غوانتانامو.

قضية حمدي ضد رامسفيلد (2004)، هي قضية أمام المحكمة العليا للولايات المتحدة حيث اعترفت المحكمة بسلطة الحكومة الأمريكية في احتجاز المقاتلين الأعداء، بما في ذلك المواطنين الأمريكيين، لكنها قضت بأن المعتقلين الذين هم مواطنون أمريكيون يجب أن يتمتعوا بحقوق الإجراءات القانونية الواجبة، والقدرة على الطعن في وضعهم كمقاتلين أعداء أمام سلطة محايدة.
وقد ألغت المحكمة العليا الأمريكية قرار رفض التماس أمر المثول أمام القضاء الذي قدمته محكمة أدنى درجة نيابة عن ياسر عصام حمدي، وهو مواطن أمريكي كان محتجزاً لأجل غير مسمى باعتباره مقاتلاً عدواً غير شرعي بعد القبض عليه في أفغانستان عام 2001. وفي أعقاب قرار المحكمة، أطلقت الحكومة الأميركية في 9 أكتوبر 2004 سراح حمدي دون توجيه اتهامات إليه، ورحلته إلى المملكة العربية السعودية، حيث عاشت عائلته ونشأ، بشرط أن يتخلى عن جنسيته الأميركية، ويلتزم بحظر السفر وغير ذلك من الشروط.

### الاحتجاز والطعن القانوني
في عام 2001، اعتقل حمدي واستجوب في أفغانستان. وفي يناير 2002، نقل الأمريكان حمدي إلى خليج غوانتانامو. فوي أبريل 2002، عندما اكتشف المسؤولون أنه يحمل الجنسية الأمريكية (وكذلك الجنسية السعودية)، نقلوه إلى سفينة حربية تابعة للبحرية في نورفولك بولاية فرجينيا وأخيراً إلى السفينة البحرية الموحدة في تشارلستون بولاية كارولينا الجنوبية. في يونيو 2002، رفع والد حمدي، عصام فؤاد حمدي، التماساً للحصول على أمر قضائي في المحكمة الجزئية الأمريكية للمنطقة الشرقية من ولاية فرجينيا للطعن في احتجازه.
وزعمت إدارة بوش أنه بما أن حمدي كان مسلحاً ضد الولايات المتحدة، فمن الممكن احتجازه بشكل صحيح باعتباره مقاتلاً عدواً،  دون أي رقابة على عملية صنع القرار الرئاسي، ودون الوصول إلى محامٍ أو نظام المحكمة. وزعمت الإدارة أن هذه السلطة دستورية وضرورية لمحاربة الحرب على الإرهاب بشكل فعال، والتي أعلنها الكونجرس الأمريكي في قانون تفويض استخدام القوة العسكرية الذي أقره بعد هجمات الحادي عشر من سبتمبر الإرهابية. استخدمت الحكومة سلطتها في الاحتجاز لضمان عدم كون الإرهابيين يشكلون تهديدًا في حين استمرت العمليات القتالية النشطة ولضمان إمكانية استجواب المشتبه بهم بشكل كامل.